# Prowincja Forlì-Cesena
Prowincja Forlì-Cesena (wł. Provincia di Forlì-Cesena) – prowincja we Włoszech.
Nadrzędną jednostką podziału administracyjnego jest region (tu: Emilia-Romania), a podrzędną jest gmina.
Liczba gmin w prowincji: 30.